# David Hermann Engel
David Hermann Engel (Neuruppin, Brandenburg, 1816 - Merseburg, 1877) fou un organista i compositor alemany. Després d'haver estudiat a Dessau i Breslau completà la seva educació musical a Berlín, i es dedicà a l'ensenyança del piano, fins al 1848 en què fou nomenat organista de l'església principal de Merseburg i professor del Gimnàs. Per les seves obres de cant per a l'ús general del poble va merèixer una medalla d'or que l'atorgà el rei de Prússia. Va compondre estudis per a orgue, lieders, salms, un oratori, cors per a veus soles, i va escriure, entre d'altres les obres següents:
- Beirag zur Gechichte des Orgelbanweseus (1855);
- Ueber Chor und instruktive;
- Der Schulgesang (1870).